# Apochinomma bilineatum
Apochinomma bilineatum là một loài nhện trong họ Corinnidae.
Loài này thuộc chi Apochinomma. Apochinomma bilineatum được Cândido Firmino de Mello-Leitão miêu tả năm 1939.